# Mulopo Kudimbana
Nicaise Mulopo Kudimbana (Bruxelas, 21 de janeiro de 1987) é um futebolista profissional congolês que atua como goleiro.

## Carreira
Mulopo Kudimbana representou o elenco da Seleção da República Democrática do Congo de Futebol no Campeonato Africano das Nações de 2017.

## Títulos
RDC
- Campeonato Africano das Nações: 2015 - 3º Lugar.